# Arenbergschouwburg

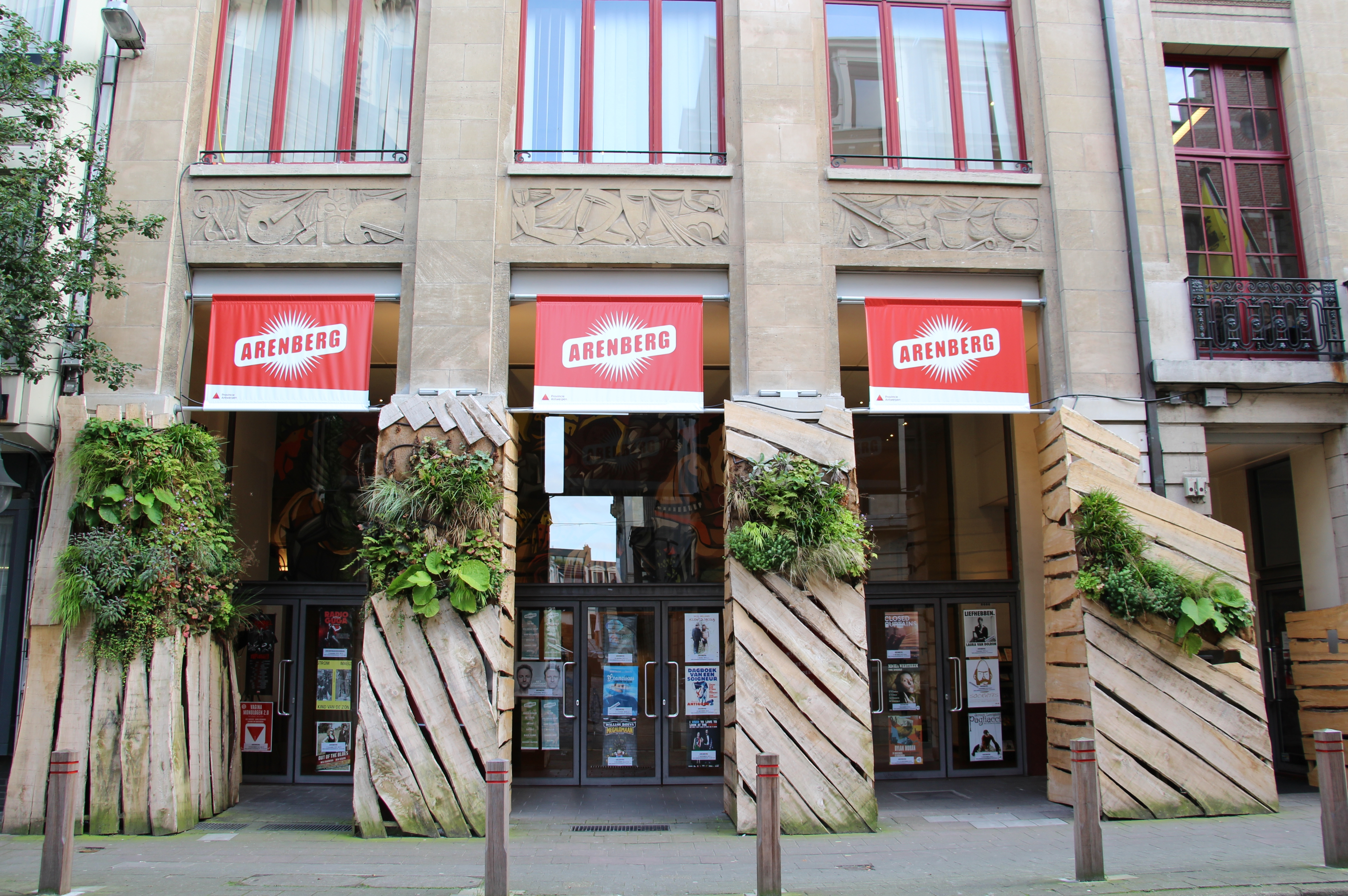
Arenbergschouwburg

De Arenbergschouwburg is een schouwburg in het Quartier Latin van Antwerpen.
De zaal was de oorspronkelijke feestzaal van de in 1852 opgerichte Cercle artistique, littéraire et scientifique d’Anvers. Het huis De stadt Sevillien in de Arenbergstraat werd in 1864 verbouwd volgens de plannen van architect Eugeen Gife. Na de verbouwing volgde een plechtige inhuldiging op 18 augustus 1873 bijgewoond door koning Leopold II en koningin Maria Hendrika. In 1929 werd de feestzaal omgebouwd tot een theaterzaal. In de jaren 1960 werd de zaal gerenoveerd en kreeg deze de huidige vorm. Halfweg de jaren 1990 en in 2016 en 2022 werden verdere renovatiewerken uitgevoerd, zowel in de zalen, foyer als de inkomhall. 
De grote zaal heeft een capaciteit van 800 personen met een parterre en een balkon. De zaal heeft de vorm van een halve ovaal. De kleine zaal, de Blackbox, heeft een telescopische tribune voor 92 zittende toeschouwers of kan zonder tribune 150 personen plaats bieden. In 2016 waren er 82.651 bezoekers.
De zaal werd tot 1 januari 2018 beheerd door het Autonoom Provinciebedrijf Arenbergschouwburg van de provincie Antwerpen die het gebouw in 1968 aankocht. De Arenbergschouwburg werd door afslanking van de provinciale bevoegdheden overgeheveld naar de stad Antwerpen en is nu een afzonderlijke pijler binnen de vzw Antwerpen Kunstenstad.
Sinds 2021 maakt Arenberg deel uit van Kunstenlab, een creatief platform en het voormalige Antwerpen Kunstenstad. Hieronder vallen drie soorten podia: Arenberg, OLT Rivierenhof en het MAD Circus Festival. Arenberg is een theaterzaal vooral voor comedy en theater, OLT Rivierenhof in Deurne organiseert tijdens de zomermaanden in openlucht vooral muziekoptredens en op het MAD Festival komen circuskunsten aan bod.
In maart 2023 ontstond er commotie rond de foto's van fotograaf Mous Lamrabat die sinds november 2022 in de gerenoveerde trappenhal hingen. Deze moeten  van het stadsbestuur verdwijnen en vervangen worden door de klassieke schilderijen die er eerder hingen.